# رقية العمراني
لالة رقية العمراني (غير معروف - 1902)، كانت إحدى زوجات السلطان الحسن الأول وأم السلطان مولاي عبد العزيز.

## سيرة
شريف لالة رقية العمراني توصف بأنها فقيهة وعالمة. وهي امرأة اكتسبت علماً متقدماً في علوم القرآن الكريم. تنتمي إلى عائلة مغربية عريقة، وهي شقيقة الشريف مولاي عبد السلام العمراني الذي تولى قيادة بعض الحملات العسكرية في عهد ابنها مولاي عبد العزيز.
تلقى ابنها مولاي عبد العزيز تعليمه في بيت سيدي محمد العمراني، أحد كبار شرفاء البلاط العلوي. وقد تلقى تعليمه وفق تقاليد السلالة. بعد العار الذي تعرض له شقيقه الأكبر سيدي محمد، عينه السلطان مولاي الحسن الأول وريثًا رسميًا للعرش.
وعند صعود ابنها القاصر إلى العرش، لم تُمنح منصب الوصي، إذ تستبعد التقاليد العلوية النساء من هذا المنصب. وأسندت الوصاية إلى الوزير أحمد بن موسى. واقتصر منصبها على كونها واحدة من المستشارين الرئيسيين لابنها، وهو المنصب الذي احتفظت به حتى بعد بلوغه 21 عامًا،[بحاجة لمصدر] كانت هناك علاقة حميمة حقيقية بين الأم والابن، حيث كانا يتناولان العشاء معًا حتى عندما أصبح بالغاً.
توفي أحمد بن موسى سنة 1901، وظل مولاي عبد العزيز خاضعاً لتأثير والدته لفترة من الزمن؛ حيث جعلته يعطي منصب الوزير الأعظم للحاج المختار بن أحمد، السكرتير الأول للصدر الأعظم المتوفى؛ كما اختار وزيراً للحرب أحد المخزنيين السابقين للسي أحمد، السي مهدي المنبه. وهكذا استمرت سياسة المخزن القديمة؛ لكن الأيدي التي كانت تديرها لم تعد تتمتع بنفس القوة: فقد كبر السلطان وأظهر عدم صبره تجاه أي وصاية، وسرعان ما استمع فقط إلى دوافعه؛ فرفض نصيحة والدته، وفي أبريل 1901، سئم من ملاحظات الحاج المختار، فقام بطرده.

### وفاتها
توفيت لالة رقية سنة 1902م.

## الأولاد
أبناء لالة رقية ومولاي الحسن الأول هم:
1. لالة أم كلثوم؛[7]
2. لالة نزهة؛[7]
3. السلطان مولاي عبد العزيز (24 فبراير 1881 – 10 يونيو 1943)؛
4. لالة شريفة؛[7]
5. مولاي عبد الكبير،[4]

كان له مسيرة عسكرية في القوات المسلحة الإمبراطورية في خدمة أخيه الشقيق.